# Gunar Kirchbach
Gunar Kirchbach (n. 12 octombrie 1971, Bad Saarow, Republica Democrată Germană, Germania) este un canoist ce a reprezentat Germania, medaliat olimpic. A participat la o ediție a Jocurilor Olimpice (1996) în care a câștigat o medalie de aur.

## Participări
Lista de mai jos prezintă principalele competiții la care a participat Gunar Kirchbach de-a lungul carierei.
- canoeing at the 1996 Summer Olympics – men's C-2 1000 metres[*]